# Smià
Smià (árabe الصميعة) es una localidad y comuna rural de la provincia de Taza, en la Fes-Meknès. Según el censo de 2014, tenía una población total de 7.435 personas.